# Myśliwiecka
Myśliwiecka – drugi solowy album studyjny Artura Andrusa, wydany 5 marca 2012 roku nakładem wytwórni Mystic Production. Album zawiera 14 utworów wokalisty. Singlem promującym płytę został utwór „Piłem w Spale, spałem w Pile”.
Tytuł albumu pochodzi od nazwy ulicy w Warszawie, przy której znajduje się siedziba Programu III Polskiego Radia.
Album dotarł do 1. miejsca listy OLiS, uzyskując status podwójnej platynowej płyty.
Okładkę do płyty przygotowała Jaśmina Parkita.

## Lista utworów
Opracowano na podstawie materiału źródłowego.
1. „Piłem w Spale, spałem w Pile”
2. „Ballada o Baronie, Niedźwiedziu i Czarnej Helenie”
3. „Duś, duś gołąbki”
4. „Dam Ci ptaszka”
5. „Życie jest dziwne”
6. „Ballada o wyważonym koniu księcia Józefa”
7. „Czarna Helena po roku”
8. „Manifest niełatwej rezygnacji”
9. „Wiersz o tym, że każdy prawdziwy mężczyzna”
10. „Piosenka o podrywie na misia”
11. „Królowa nadbałtyckich raf”
12. „Petersburg”
13. „Cieszyńska”
14. „Glanki i pacyfki”